# دان هاوسر
دان هاوسر (بالإنجليزية: Dan Houser)‏ من مواليد 1974 هو مصمم ومطور ألعاب فيديو بريطاني ومنتج سلسلة غراند ثفت أوتو هو المؤسس المشارك (مع شقيقه سام هاوسر) لروكستار جيمز.

## أعمال
- جي تي أي: ميشن باكس (1999)
- جي تي أي 2 (1999)
- سماغلرز ران 2: هاستل تريتوري (2001)
- جي تي أي 3 (2001)
- سماغلرز ران: ووزونز (2002)
- جي تي أي: فايس سيتي (2002)
- جي تي أي: سان أندرياس (2004)
- جي تي أي: ليبرتي سيتي ستوريز (2005)
- جي تي أي: فايس سيتي ستوريز (2006)
- بيلي (2006)
- جي تي أي 4 (2008)
- سباق الليل المتصل: لوس أنجليس (2008)
- جي تي أي: ذي لوست أند دامد (2009)
- جي تي أي: تشايناتاون وورز (2009)
- جي تي أي: ذي بالاد أوف غاي توني (2009)
- ريد ديد ريدمبشن (2010)
- إل أيه نوار (2011)
- ماكس باين 3 (2012)
- جي تي أي 5 (2013)
- ريد ديد ريدمبشن 2 (2018)

## روابط خارجية
- دان هاوسر على موقع IMDb (الإنجليزية)
- دان هاوسر على موقع ميوزك برينز (الإنجليزية)
- دان هاوسر على موقع ديسكوغز (الإنجليزية)